# Затишанская поселковая община
Затишанская поселковая община (укр. Затишанська селищна громада) или Затишанская поселковая объединённая территориальная община (укр. Затишанська селищна об'єднана територіальна громада) — территориальная община в Раздельня́нском районе Одесской области Украины.
Административный центр — посёлок городского типа Затишье.

## История
Община образована путём объединения Затишанского поселкового и Торосовского (Ленинского) сельсоветов в 2016 году. Первые выборы прошли 11 декабря 2016 года. 17 июля 2020 года к общине присоединилась территория Перекрестовского сельского совета. До упразднения летом 2020 года Захрьевского (Фрунзовского) района, была подчинена ему.
Возле села Краснополь были обнаружены остатки поселения времён позднего палеолита, а у Затишья курган с погребениями эпохи бронзы.

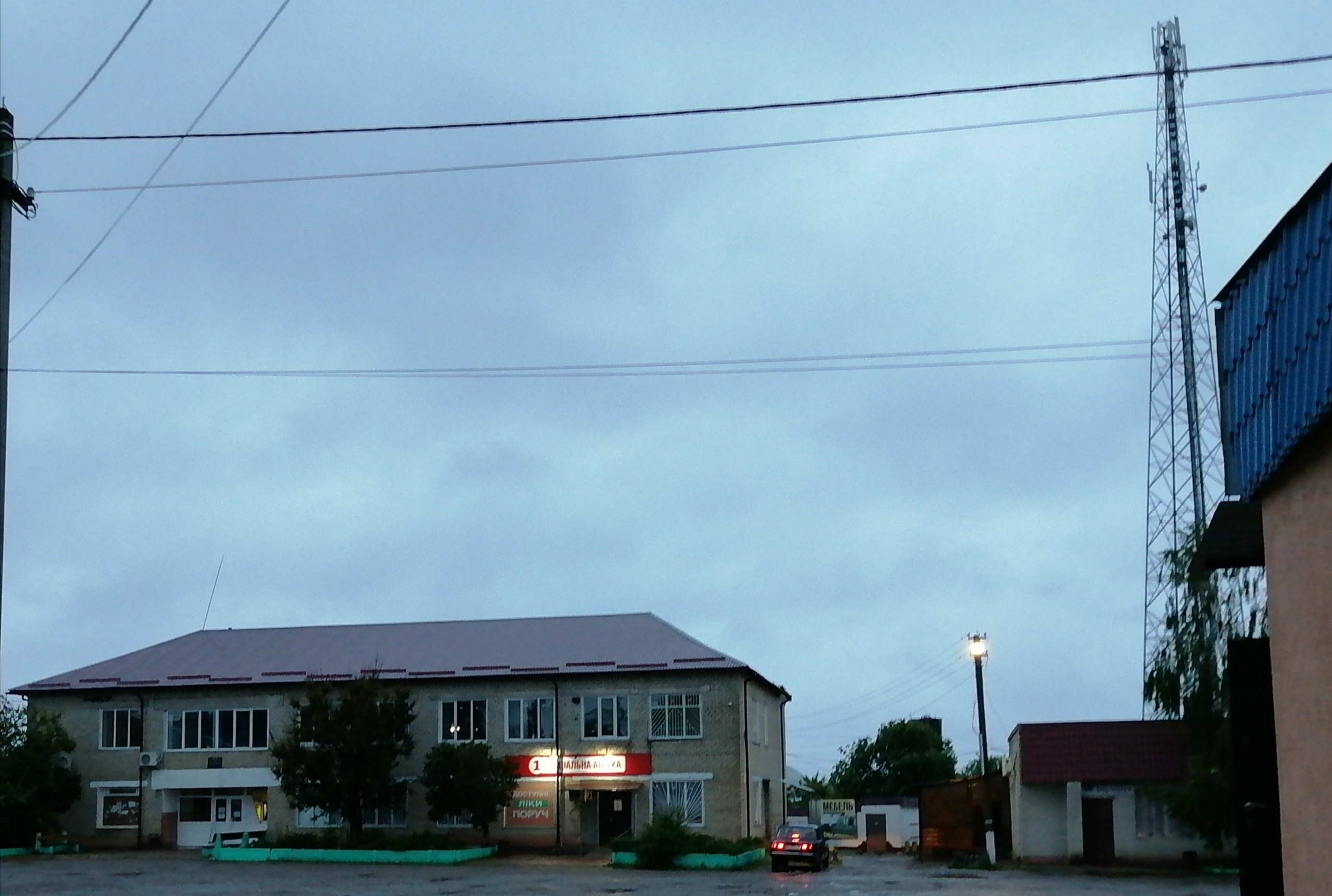
Админздание общины

До конца XVIII века — обычная Едисанская холмистая степь-лесостепь без сохранившихся постоянных поселений. Впервые, на достаточно точной карте 1792 года, упоминается деревня Харитово, идеально соответствующая нынешнему селу Гедеримово Первое. После, на менее точной карте 1802 года упоминается селение Балош, по структуре дорог, соответствующее селу Малорошево.

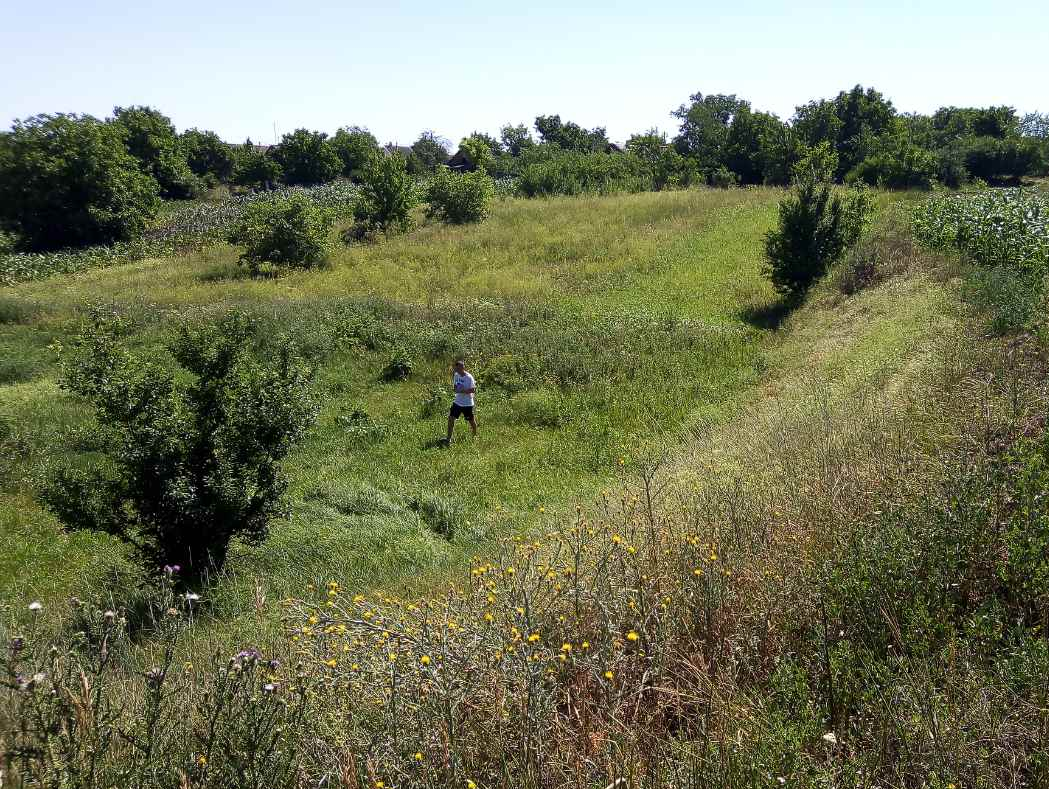
Дамба 1863-го года в Затишье, пруд просуществовал до 1920-х

О дальнейшем развитии территории, хоть и очень подробно, можно судить лишь по первой серии карт Шуберта начала 1860-х годов (до строительства железной дороги). Согласно её листу 29-8, в начале 1860-х годов, на территории общины уже было 12 населённых пунктов, 6 из которых сейчас не существуют. Из 10-ти новых поселений, документальные свидетельства есть лишь о времени основания одного из них — немецкой колонии Hoffnungstal (Торосово) — 1857 год. Наибольшими сёлами, тогда и до советской эпохи, были Краснополь (Большое Пономарёво) и Гедеримове Первое, тогда Гадерима (Дороцколь).
В 1865 году проложена железная дорога, открыта станция Затишье, в 1876 году — станция Перекрестово.

### Последствия ВОВ
В западном и юго-восточном направлении от Затишья, с середины XIX века, располагалось множество немецких колоний (например Торосово (Hoffnungsfeld) , Затишанской ОТГ), оставшееся к 1944 году, немецкое население которых покинуло их вместе с отступавшими немецкими войсками.
До войны на территории общины было 2 чисто еврейских населённых пункта (уничтожены с населением (Флеймара и Цокны)), а также село, где евреи составляли значительную часть населения — Краснополь, ранее известное как Большое Пономарёво (в конце XIX-го века там неоднократно бывал Иван Бунин), с 1941 года в упадке, на 2020 год — на грани вымирания.

## Населённые пункты
пгт
- Затишье

сёла:
- Андрусова
- Весёлая Балка
- Владимировка
- Гедеримово Первое
- Дружелюбовка
- Загорье
- Ивановка
- Краснополь
- Малорошево
- Новая Григоровка
- Перекрестово
- Перекрестово Первое
- Петровка
- Скинешоры
- Торосово

## География

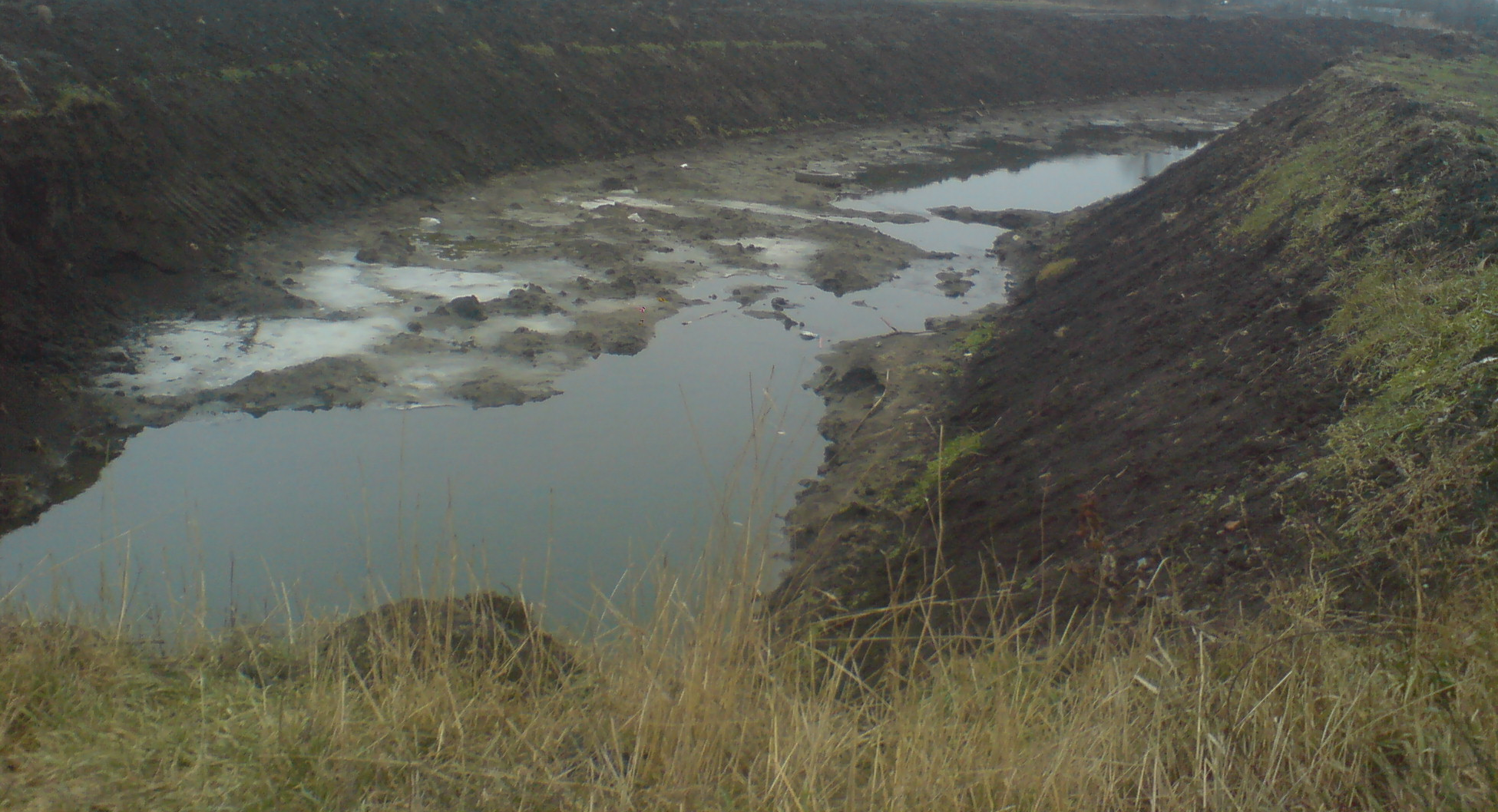
Русло Кучургана

На востоке граничит с укрупнённым Березовским районом (Чегодаровская община), на юго-востоке — с Цебриковской, на юге с Новоборисовской (станция Весёлый Кут), западе и северо-востоке — Захарьевской общинами укрупнённого Раздельнянского района. Большинство границ проходит лесополосами. Граница с Березовским районом отрезает юго-восточные окраины Затишья, где до 2000-х годов располагались организации и предприятия ликвидированного в 2020 году Ширяевского района. 4-х километровый участок границы, южнее Захарьевки (Фрунзовки), проходит руслом реки Кучурган. Длина наружной границы - 112 километров.
Территория общины обладает более высокой плотностью населения чем у всех её соседей.

## Транспорт
В общине расположено 2 станции — Затишье, Перекрестово и два остановочных пункта — Победа и Торосово Одесской железной дороги. Ещё одна станция — Ивановка — вплотную прилегает к её территории. Каждый день курсируют 5 пар электропоездов. Первый электропоезд в направлении Одессы не совершает остановку на платформе Победа. У остальных электропоездов - это, как правило, остановка по требованию. Путь между Ивановкой и Перекрестово они преодолевают за время от 31-й до 55-ти минут, что зависит главным образом от наличия 18-ти или 22-ух минутной стоянки в Затишье. Расстояние до Одессы-Главной по железной дороге: от Ивановки — 112, от Торосово — 119, от Победы — 126, от Затишья — 131, от Перекрестово - 144 км.
В Затишье совершает остановку скорый поезд №136 Одесса-Черновцы. На нём можно также доехать до Хмельницкого, Тернополя, Львова и Ивано-Франковска. Путь до Одессы займёт, на нём 1 час 51 минуту в одном направлении и 1 час 55 минут в другую. Электропоезда преодолевают расстояние за время от 2-х часов 20-и минут до 2-х часов 57-и минут. Проезд стоит около 30-ти гривен.
С Затишья хорошо развито автобусное сообщение в западном направлении, что обеспечивает хорошую транспортную связь с селом Загорье. Курсируют маршрутки на Захарьевку, Павловку и Одессу.

## Перспективы развития

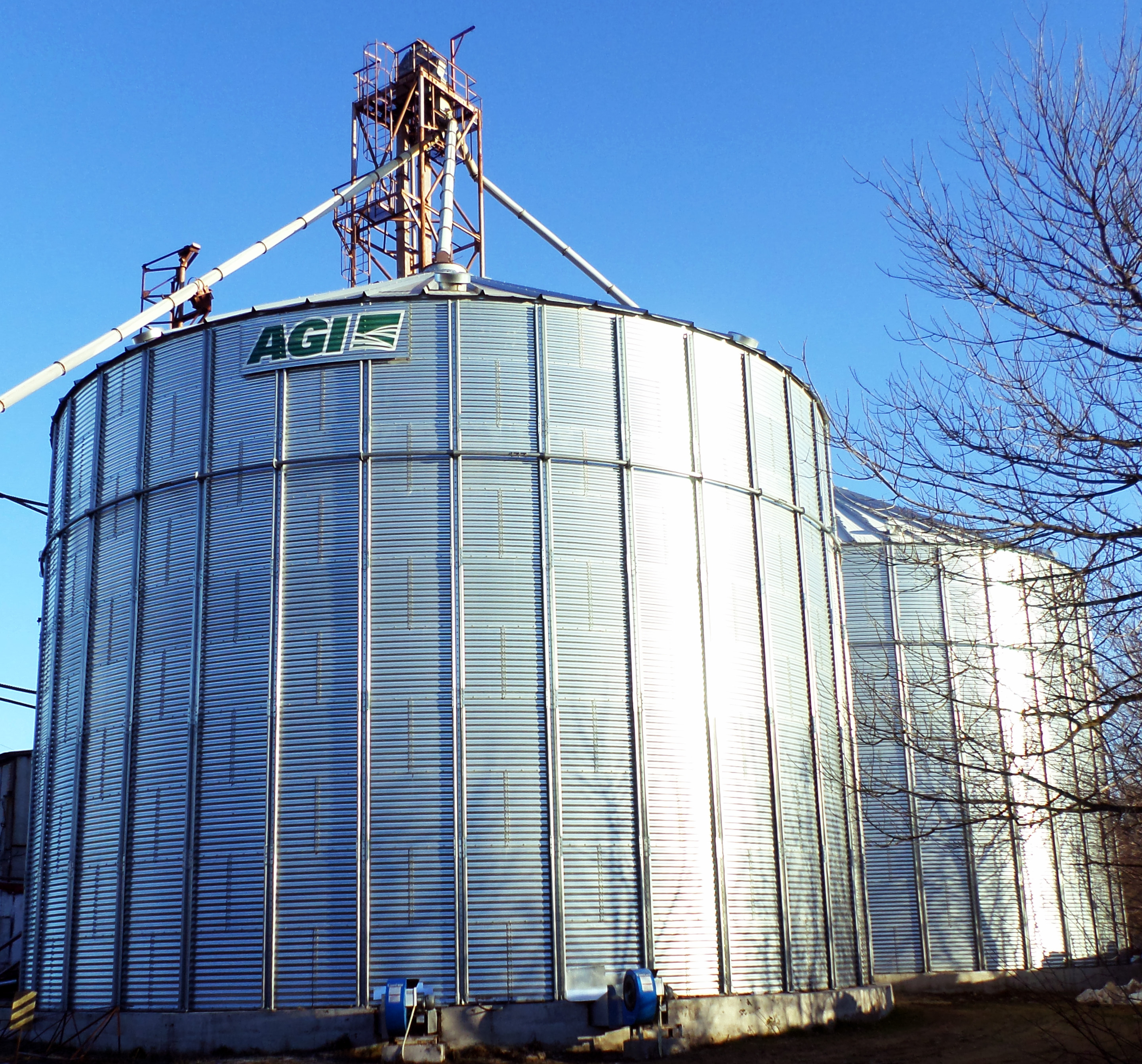
Мельничный элеватор в Затишье

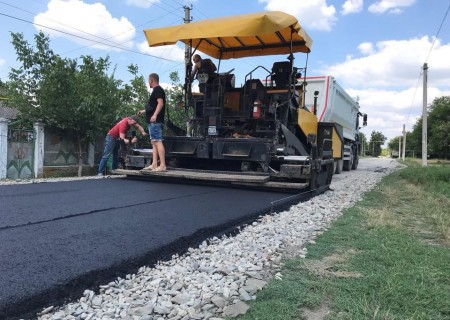
Ремонт улицы в Затишье

Составленный в 2018 году план развития общины на 2019-й - 2023-е годы в ёмком изучении оценивает преимущества и недостатки показательных факторов общины и виды сценариев её дальнейшего развития. Проведены исследования, опросы. Согласно ему основными преимуществами общины числятся выгодное географическое положение, наличие железнодорожной станции (тогда одной), наличие свободных земельных участков у железной дороги для привлечения инвестиций в агропромышленный комплекс, достаточное количество активных и мотивированных сельскохозяйственных производителей, чистая экология, отсутствие вредных производств, предложения жилищной недвижимости, хорошее обеспечение водой и электроэнергией, экономическая деятельность станции.Приоритетным считается развитие в сферах переработки сельхозпродукции и пищевой промышленности.